# Utgard (album)
Utgard è il quindicesimo album in studio del gruppo musicale progressive black metal norvegese Enslaved, pubblicato nel 2020 dalla Nuclear Blast.

## Tracce
1. Fires in the Dark – 5:59
2. Jettegryta – 4:56
3. Sequence – 6:39
4. Homebound – 5:26
5. Útgarðr – 1:51
6. Urjotun – 4:21
7. Flight of Thought and Memory – 6:22
8. Storms of Utgard – 4:38
9. Distant Seasons – 4:31

## Formazione
- Ivar Bjørnson - chitarra, tastiere, percussioni, voce addizionale
- Grutle Kjellson - voce, basso
- Arve Isdal - chitarra solista
- Håkon Vinje - tastiere, voce pulita
- Iver Sandøy - batteria, voce pulita